# الإجهاض في الولايات المتحدة الأمريكية تبعا للولاية
يعد الإجهاض مشرَّعًا في جميع أنحاء الولايات المتحدة الأمريكية، وكل ولاية لديها على الأقل عيادة إجهاض واحدة، إلا أن بعض الولايات تقوم بـتَسنين (تشريع) قوانين تحرِّم الإجهاض في الثُلثين الأولين من الحمل للحد منه، وحاليًا توجد ست ولايات لديها قوانين للحد من الإجهاض، وثلاث ولايات أخرى لديها قوانين تهدف إلى تجريم الإجهاض، وفي عام 1992 ارتأت المحكمة العليا للولايات المتحدة أنه لا ينبغي تحريم الإجهاض؛ ففي ذلك إلقاءُ عِبْءٍ كبير على كاهل المرأة. 